# 横浜市立森中学校
横浜市立森中学校（よこはましりつ もりちゅうがっこう）は、神奈川県横浜市磯子区森5丁目にある公立中学校。

## 概要
横浜市立浜中学校の過密解消を目的として、1984年（昭和59年）に開校した。

## 学校生活

### 行事
- 4月 - 入学式
- 5月 - 体育祭・校外学習（1年）・自然教室（2年）・修学旅行（3年）
- 6月 - 前期中間テスト
- 7月 - 三者面談
- 9月 - 前期期末テスト
- 10月 - 森奏祭（文化祭）
- 11月 - 後期中間テスト
- 12月 - 三者面談
- 1月 - 職場体験（2年）・福祉体験（1年）
- 2月 - 学年末テスト
- 3月 - 卒業式

### 部活動
運動部
- バスケットボール
- ソフトテニス
- サッカー（男子）
- 野球（男子）
- バドミントン（女子）
- バレーボール（女子）

文化部
- 吹奏楽部
- パソコン部
- 美術部
- 演劇部

## 著名な出身者
- 村上知子 - お笑いタレント（森三中）
- 石田裕太郎 - プロ野球選手（横浜DeNAベイスターズ）

## アクセス
- 京急本線屏風浦駅下車 徒歩10分
- 江ノ電バス「磯子工業高校前」下車 徒歩2分